# Ивановское (Рамешковский район)
Ивановское (Ивановское-на-Городне) — село в Рамешковском районе Тверской области. Относится к сельскому поселению Киверичи (до 2006 года центр Ивановского сельского округа). По данным переписи 2002 года население — 123 жителя.

## География
Находится в 54 километрах к востоку от районного центра Рамешки, в 9 километрах от села Киверичи, на автомобильной дороге «Киверичи — Городня — Ивановское — Быково».

Село расположено на реке Городне, впадающей в реку Дрезну, приток Медведицы.
В 1997 году — 63 хозяйства, 132 жителя. Центральная усадьба колхоза (СПК) «Заря». Неполная средняя школа, Дом культуры, библиотека, акушерский пункт, отделение связи, магазины.

## История
Ивановское возникло предположительно в конце XIII — начале XIV веков, упоминается в документах во второй половине XIV века. Входило в состав Новгородской земли. В XVI веке село принадлежало Ивану Фёдорову-Челяднину, который был в оппозиции опричнине Ивана Грозного. После казни И.Челяднина царь Иван Грозный лично с опричниками разоряет его владения в Бежецком Верхе. В XVII—XVIII веках — известное село на торговом Кочевском тракте из Бежецка в Москву. В 1797 году построена каменная Воскресенская церковь на месте старого храма.
- В 1859 году в русском владельческом селе Ивановское 53 двора, 318 жителей (157 мужчин и 161 женщина).
- С 1861 года село — центр образованной Ивановской волости Бежецкого уезда Тверской губернии.
- В 1887 году в селе Ивановское одноимённой волости и прихода Бежецкого уезда жили бывшие помещичьи крестьяне, 68 дворов, 429 жителей (207 мужчин и 222 женщины). На военной службе находилось 3 человека. Грамотных — 67 мужчин и 3 женщины, учились 21 мальчик и 4 девочки (школа в сельце Насилове, сейчас — д. Некрасово).

Земля делилась на 141 душевой надел. Её было 636 десятин надельной и 639,5 — купленой, в том числе 482 — пашни, 390 — сенокоса, 287,5 — дровяного леса, 16 дес. — неудобий. На душевой надел приходилось по 4,5 дес., в среднем на хозяйство — по 11,7 дес.(по 12,75 гектара).
В хозяйствах содержались: 81 лошадь, 125 коров, 28 нетелей, 58 телят, 190 овец, 3 свиньи. Безлошадным было 21 хозяйство, 23 имели по одной, 23 — по две лошади.

Из 12 семей 23 человека занимались местными промыслами (славились местные глиняные свистульки), из 48 семей 79 мужчин и 1 женщина — на отхожем промысле в Твери, Москве, Санкт-Петербурге. Основная специализация — штукатуры.

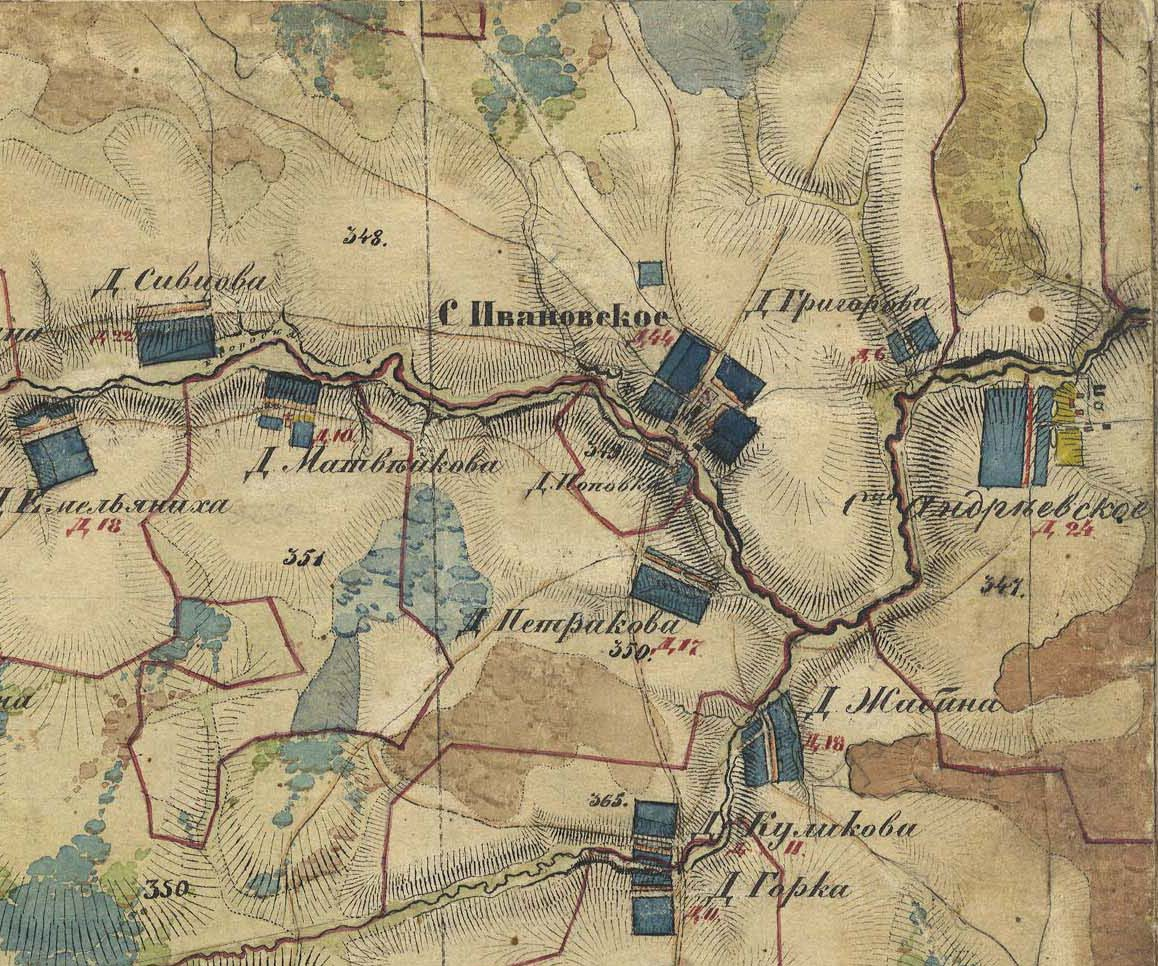
Ивановское на карте XIX века

- В 1917 году на выборах в Учредительное собрание в Ивановской волости победили большевики (65 % голосов).
- В 1918 году образован Ивановский сельский Совет крестьянских депутатов.
- По переписи 1920 года в селе 116 дворов, 658 жителей.
- В 1925 — центр одноимённого сельсовета Киверичской волости Бежецкого уезда.
- В 1931 году большинство крестьянских хозяйств объединились в колхоз «Пятилетка в четыре года».
- В 1935—1956 годах в составе Теблешского района Калининской области.
- С войны 1941—1945 годов не вернулись 35 жителей села.
- В 1950 году разобрана церковь (служба прекратилась ещё в 1934 году) и кирпич вывезен на строительство маслосырзавода в Киверичи.
- В 1950-е годы происходило укрупнение колхозов и с 1959 года колхоз стал называться «Заря».
- В 1989 году (перепись) — 148 жителей (64 мужчины и 84 женщины).
- В 2001 году в селе в 55 домах постоянно проживали 111 человек, 41 дом — собственность наследников и дачников.

## Население
| 1859 | 1989 | 2002 | 2008 | 2010 |
| ---- | ---- | ---- | ---- | ---- |
| 318  | ↘148 | ↘123 | ↘100 | ↘81  |